# Backlash (2023)
Backlash (2023) – gala wrestlingu wyprodukowana przez federację WWE dla zawodników z brandów Raw i SmackDown. Odbyła się 6 maja 2023 w Coliseo de Puerto Rico José Miguel Agrelot w San Juan w Portoryko, pierwszą gale WWE, która odbyła się w Portoryko od New Year’s Revolution w styczniu 2005 i dopiero drugą gale w sumie. Emisja była przeprowadzana na żywo za pośrednictwem serwisu strumieniowego Peacock w Stanach Zjednoczonych i WWE Network na całym świecie oraz w systemie pay-per-view. Była to osiemnasta gala w chronologii cyklu Backlash.
Na gali wystąpił raper Bad Bunny, pochodzący z Portoryko i zdobywca nagrody Grammy. Pierwotnie promowany był jako gospodara Backlash, ale później ogłoszono, że Bad Bunny będzie walczyć w San Juan Street Fightcie przeciwko Damianowi Priestowi, również pochodzenia portorykańskiego, w walce, którą wygrał Bad Bunny. W walce pojawili się także wrstlerzy z Portoryko, Carlito, który wystąpił w WWE po raz pierwszy od odcinka Raw z 1 lutego 2021 roku, oraz Savio Vega, który pojawił się w WWE po raz pierwszy od Survivor Series 2020. Zarówno ta walka, jak i finałowa walka gali były promowane jako podwójny main event.
Na gali odbyło się siedem walk, w tym wspomniana walka Bad Bunny’ego. W innej walce wieczoru, Cody Rhodes pokonał Brocka Lesnara. W innych ważnych walkach, The Bloodline (Solo Sikoa, Jey Uso i Jimmy Uso) pokonali Matta Riddle’a, Kevina Owensa i Samiego Zayna w Six-man tag team matchu, Rhea Ripley obroniła mistrzostwo kobiet SmackDown pokonując Zelinę Vegę, jedyną członkinię rosteru WWE pochodzenia portorykańskiego oraz w walce otwierającej galę, Bianca Belair pokonała Iyo Sky broniąc mistrzostwo kobiet Raw.

## Produkcja i rywalizacje
Backlash oferowało walki profesjonalnego wrestlingu z udziałem wrestlerów należących do brandów Raw i SmackDown. Wyreżyserowane rywalizacje (storyline’y) były kreowane podczas cotygodniowych gal Raw i SmackDown. Wrestlerzy są przedstawieni jako heele (negatywni, źli zawodnicy i najczęściej wrogowie publiki) i face’owie (pozytywni, dobrzy i najczęściej ulubieńcy publiki), którzy rywalizują pomiędzy sobą w seriach walk mających budować napięcie. Kulminacją rywalizacji jest walka wrestlerska lub ich seria.

### Matt Riddle, Kevin Owens i Sami Zayn vs. The Bloodline
Na pierwszej nocy WrestleManii 39, Kevin Owens i Sami Zayn pokonali The Usos (Jeya Uso i Jimmy’ego Uso) i zdobyli niekwestionowane mistrzostwo WWE Tag Team. Na nastepnym odcinku SmackDown, Owens został zaatakowany za kulisami przez Solo Sikoa, a później tej nocy Jey pokonał Zayna po interwencji Sikoa. Następnie Jey i Sikoa atakowali Zayna dalej, aż Matt Riddle nie przyszedł z pomocą – Riddle został kontuzjowany przez Sikoa w grudniu (kayfabe) i wrócił na Raw z tego tygodnia. W następnym tygodniu, promo Owensa i Zayna zostało przerwane przez The Usos i Sikoa. Potem wybuchła bójka i Riddle związał się z trójką Owensa, Zayna i Riddle’a stojących w ringu. 17 kwietnia, Six-man tag team match, w którym The Bloodline (The Usos i Sikoa) zmierzą się z Riddle’em, Zaynem i Owensem, zaplanowano na Backlash.

### Cody Rhodes vs. Brock Lesnar
W walce wieczoru drugiej nocy WrestleManii 39, Roman Reigns pokonał Cody’ego Rhodesa, aby zachować niekwestionowane mistrzostwo WWE Universal po interwencji Paula Heymana i Solo Sikoa. Na następnym odcinku Raw, Rhodes wyzwał Reignsa na rewanż, ale Reigns odmówił. Następnie Rhodes wyzwał Reignsa i Sikoę na Tag Team match, który Reigns zaakceptował pod dwoma warunkami: partnerem Rhodesa będzie ktoś, kto walczył na WrestleManii 39 i ta osoba nie może rzucić wyzwania Reignsowi o jego tytuły, dopóki Reigns jest mistrzem. Brock Lesnar odpowiedział, przy czym to ostatnie zastrzeżenie nie dotyczyło go ze względu na zastrzeżenie jego walki z Reignsem na SummerSlam 2022. Jednak walka nigdy się nie odbyła, ponieważ Lesnar zaciekle zaatakował Rhodesa, zanim walka mogła się rozpocząć. Później doniesiono, że Lesnar był wściekły z powodu swojej pozycji na karcie WrestleManii, ponieważ jego walka otworzyła drugą noc zamiast znajdować się w slocie main eventowym. Rhodes odniósł się do ataku na następującym Raw i wyzwał Lesnara na pojedynek na Backlash. W następnym tygodniu, Rhodes wydawał się gotowy do walki, mimo że nie był medycznie dopuszczony do rywalizacji. Aby powstrzymać Rhodesa przed walką z Lesnarem tej nocy, WWE official Adam Pearce ogłosił pojedynek oficjalnym na Backlash.

### Rhea Ripley vs. Zelina Vega
W połowie marca, Legado del Fantasma (Santos Escobar, Cruz Del Toro, Joaquin Wilde i Zelina Vega) zaczeli pomagać Reyowi Mysterio w jego feudzie z The Judgement Day (Finn Bálor, Damian Priest, Dominik Mysterio i Rhea Ripley). To partnerstwo ostatecznie zaowocowało zreformowaniem przez Reya Latino World Order (LWO) z Legado del Fantasma. 14 kwietnia na odcinku SmackDown, podczas walki pomiędzy Escobarem i Priestem, Ripley próbowała ingerować, ale został zatrzymana przez Vegę. W następnym odcinku, Vega poprosiła WWE Official Adama Pearce’a o pojedynek z Ripley o mistrzostwo kobiet SmackDown na Backlash. Złożyła tę prośbę nie tylko ze względu na trwający spór pomiędzy ich stajniami, ale także dlatego, że Vega jest jedyną kobietą z rosteru pochodzenia portorykańskiego i chciała to reprezentować na Backlash ze względu na galę odbywającą się w Portoryko. Walka została później potwierdzona.

### Austin Theory vs. Bobby Lashley vs. Bronson Reed
Na WrestleMania SmackDown 31 marca, Bobby Lashley wygrał André the Giant Memorial Battle Royal, eliminując jako ostatniego Bronsona Reeda. Następnie obaj weszli w feud, który doprowadził do walki 10 kwietnia na odcinku Raw, który zakończył się podwójnym wyliczeniem. W następnym tygodniu, Lashley zmierzył się z mistrzem Stanów Zjednoczonych Austinem Theorym w walce bez tytułu na szali, który zakończył się bez rezultatu po interwencji Reeda. 21 kwietnia ogłoszono, że Theory będzie bronił swojego tytułu przeciwko Lashleyowi i Reedowi w Triple threat matchu na Backlash.

### Seth „Freakin” Rollins vs. Omos
21 kwietnia ogłoszono, że Seth „Freakin” Rollins zmierzy się z Omosem na Backlash, mimo że ta dwójka nigdy nie miała żadnego konfliktu przed ogłoszeniem walki. Trzy dni później na Raw, menedżer Omosa MVP wyjaśnił, że to on zaaranżował walkę, wyrażając opinię, że ponieważ Rollins był jednym z największych wrestlerów w historii WWE, zwycięstwo nad Rollinsem byłoby ogromne dla kariery Omosa. Rollins stwierdził, że nie boi się Omosa i dałby mu największą walkę w jego karierze.

### Bianca Belair vs. Iyo Sky
10 kwietnia na odcinku Raw, Iyo Sky pokonała „Michin” Mię Yim i Piper Niven w Triple threat matchu i została pretendentką do mistrzostwa kobiet Raw Bianci Belair. 24 kwietnia walka została potwierdzona na Backlash.

### Bad Bunny vs. Damian Priest
Podczas walki Reya Mysterio z jego synem Dominikiem na WrestleManii 39, kolega ze stajni Dominika Judgement Day, Damian Priest, próbował przeszkadzać, podczas gdy Bad Bunny, który był gościnnym komentatorem i wcześniej przyjaźnił się z Priestem, uniemożliwił Dominikowi oszukiwanie, aby dać Reyowi wygrać. Na następnym odcinku Raw, Rey przegrał walkę po interwencji Dominika. Następnie Priest zaatakował Bad Bunny’ego, który siedział w pierwszym rzędzie, uderzając go w stół komentatorski. 24 kwietnia, Bad Bunny powrócił i ogłosił, że chociaż pierwotnie miał być gospodarzem Backlash, zamiast tego zmierzy się z Priestem w Street Fightcie podczas gali.

## Gala
| Rola                            | Osoba             |
| ------------------------------- | ----------------- |
| Komentatorzy angielskojęzyczni  | Michael Cole      |
| Komentatorzy angielskojęzyczni  | Corey Graves      |
| Komentatorzy hiszpańskojęzyczni | Marcelo Rodriguez |
| Komentatorzy hiszpańskojęzyczni | Jerry Soto        |
| Spiker                          | Samantha Irvin    |
| Sędziowie                       | Jason Ayers       |
| Sędziowie                       | Jessika Carr      |
| Sędziowie                       | Dan Engler        |
| Sędziowie                       | Eddie Orengo      |
| Sędziowie                       | Rod Zapata        |
| Panel Pre-show                  | Jackie Redmond    |
| Panel Pre-show                  | Peter Rosenberg   |
| Panel Pre-show                  | Matt Camp         |

### Główne show
Galę otworzyła Bianca Belair broniąca mistrzostwo kobiet Raw przeciwko Iyo Sky. W kulminacyjnym momencie, koleżanki z drużyny Sky Damage CTRL, Bayley i Dakota Kai, próbowały pomóc Sky, ale Belair walczyła z nimi i uniknęła diving moonsault Sky. Belair następnie wykonała Kiss of Death na Sky i przypięła ją, aby zachować mistrzostwo. Dzięki tej wygranej Belair została następnie najdłużej panującą mistrzynią kobiet Raw, a także najdłużej panującą mistrzynią świata kobiet WWE ery nowoczesnej.
W drugiej walce, Omos (w towarzystwie MVP) zmierzył się z Seth „Freakin” Rollins. Przed rozpoczęciem walki, Omos zaatakował Rollinsa i nadal go dominował po oficjalnym rozpoczęciu walki. Rollinsowi udało się przejąć kontrolę i wykonać The Stomp ze środkowej liny na Omosie i przypiąć go, aby wygrać walkę.
Następnie, Austin Theory bronił mistrzostwo Stanów Zjednoczonych przeciwko Bobby’emu Lashleyowi i Bronsonowi Reedowi w Triple threat matchu. W kulminacyjnym momencie, Lashley wykonał spear na Reedzie, ale Theory wyrzucił Lashleya z ringu i przypiął Reeda, aby zachować mistrzostwo.
Następnie, Rhea Ripley broniła mistrzostwo kobiet SmackDown przeciwko Zelinie Vedze, która pochodziła z Portoryko, terytorium na którym odbyła się ta gala. Ripley zdominowała Vegę i celowała w plecy Vegi przez całą walkę. Vega walczyła, wykonując 619 i diving meteora na Ripley, ale Ripley zkickoutowała. W kulminacyjnym momencie, Ripley przypięła Vegę po wykonaniu swojego finishera Riptide, aby zachować mistrzostwo. Po walce, Vega dostała owację na stojąco od publiczności z Portoryko.
Piąta walka odbyła się pomiędzy dwoma Portorykańczykami, gdzie Bad Bunny zmierzył się z Damianem Priestem w San Juan Street Fightcie. Bunny wyszedł na arenę ze swoim singielem „Chambea” i złożył hołd wrestlerowi Extreme Championship Wrestling New Jacka, pchając wózek na zakupy pełen broni na ring. Zarówno Bunny, jak i Priest walczyli ze sobą różnymi broniami, a także w tłumie, gdzie Priest wykonał Broken Arrow na Bunnym z podwyższonej powierzchni i przeniósł Bunny’ego na ringside. Priest próbował wykonać corkscrew spinning heel kick na Bunnym, ale Bunny uniknął, w wyniku czego noga Priesta zderzyła się ze słupkiem ringu i doznał kontuzji. Bunny zaczął celować w kontuzjowaną nogę Priesta, ale koledzy z drużyny Priesta Judgement Day, Dominik Mysterio i Finn Bálor, przybyli i zaczęli atakować Bunny’ego. Były wrestler WWE z Portoryko Carlito niespodziewanie powrócił (jego pierwszy występ od 1 lutego 2021 roku na odcinku Raw) i wypędził Bálora i Dominika z ringu. Inny były wrestler WWE z Portoryko, Savio Vega, również powrócił (po raz pierwszy od Survivor Series 2020), a następnie LWO (Rey Mysterio, Santos Escobar, Cruz Del Toro i Joaquin Wilde) i wypędzili Bálora i Dominika z ringside’u. W ringu, po kontynuowaniu walki, Bunny wykonał Bunny Destroyer na Prieście i przypiął go, aby wygrać walkę. Następnie Bunny świętował z LWO, Carlito i Vegą.
W przedostatniej walce, The Bloodline (Solo Sikoa, Jey Uso i Jimmy Uso) zmierzyli się z Kevinem Owensem, Samim Zaynem i Mattem Riddle’em w Six-man tag team matchu. Podczas walki, Sikoa omyłkowo złapał swojego partnera Jeya za gardło aby wykonać Samoan Spike, ale powstrzymał swój atak. W kulminacyjnym momencie, Riddle, który nie był świadomy, że Sikoa był legalnym członkiem walki, wykonał Bro Derek na Jeyu, ale gdy przypiął go, Sikoa wszedł na ring i wykonał Samoan Spike na Riddle’u i przypiął go, aby wygrać dla The Bloodline.

### Walka wieczoru
W walce wieczoru, Cody Rhodes zmierzył się z Brockiem Lesnarem, jednak zanim walka mogła się rozpocząć, Rhodes zaatakował Lesnara w ringsidzie stalowym krzesłem, stalowymi schodami i nakładką od stołu komentatorskiego. Po tym, jak obaj weszli na ring, walka oficjalnie się rozpoczęła, jednak Lesnar zaczął wykonywać liczne German Suplexy na Rhodesie. Z Rhodesem przygwożdżonym w rogu, Brock ruszył do ataku, ale Rhodes uchylił się i posłał Lesnara w odsłoniętą stalową śrubę rzymską, poważnie rozcinając jako twarz, co wywołało krwawienie. Rhodes był w stanie to wykorzystać i wykonać serię cutterów, a następnie dwa Cross Rhodesy na nearfall. Próbując wykonać trzeci Cross Rhodes, Lesnar cofnął się i wykonał F-5 na nearfall. W kulminacyjnym momencie, Lesnar zastosował dźwignię Kimura tylko po to, by Rhodes mógł wcisnąć Lesnara w pin, aby odnieść zwycięstwo.

## Wyniki walk
| Nr                                 | Wyniki | Stypulacje                                           | Czas  |
| ---------------------------------- | --- | ---------------------------------------------------- | ----- |
| 1                                  | Bianca Belair (c) pokonała Iyo Sky poprzez pinfall                                                                     | Singles match o WWE Raw Women’s Championship         | 18:00 |
| 2                                  | Seth „Freakin” Rollins pokonał Omosa (z MVP) poprzez pinfall                                                           | Singles match                                        | 10:30 |
| 3                                  | Austin Theory (c) pokonał Bobby’ego Lashleya i Bronsona Reeda poprzez pinfall                                          | Triple threat match o WWE United States Championship | 6:50  |
| 4                                  | Rhea Ripley (c) pokonała Zelinę Vegę poprzez pinfall                                                                   | Singles match o WWE SmackDown Women’s Championship   | 7:10  |
| 5                                  | Bad Bunny pokonał Damiana Priesta poprzez pinfall                                                                      | San Juan Street Fight                                | 25:00 |
| 6                                  | The Bloodline (Solo Sikoa, Jey Uso i Jimmy Uso) pokonali Matta Riddle’a, Kevina Owensa i Samiego Zayna poprzez pinfall | Six-man tag team match                               | 22:00 |
| 7                                  | Cody Rhodes pokonał Brocka Lesnara poprzez pinfall                                                                     | Singles match                                        | 9:40  |
| (c) – mistrz/mistrzyni przed walką | |                                                      |       |

## Wydarzenia po gali
WWE Draft 2023 odbył się odpowiednio 28 kwietnia i 1 maja na odcinkach SmackDown i Raw, a wyniki draftu zaczęły obowiązywać od Raw po Backlash 8 maja. To następnie zakończyło możliwe rewanże pomiędzy wrestlerami, którzy zostali powołani do przeciwnych brandów. Na przykład mistrzyni kobiet SmackDown, Rhea Ripley, podobnie jak reszta Judgement Day, została przeniesiona na Raw, podczas gdy Zelina Vega i LWO zostali przeniesieni na SmackDown, kończąc w ten sposób rywalizację pomiędzy dwiema stajniami. Dodatkowo była to ostatnia walka Bronsona Reeda o mistrzostwo Stanów Zjednoczonych, ponieważ Reed został przeniesiony na Raw, podczas gdy panujący mistrz Austin Theory został przeniesiony na SmackDown, zabierając tym samym tytuł ze sobą; Bobby Lashley również został przeniesiony do SmackDown.

### Raw
W następnym odcinku Raw, Cody Rhodes wziął udział w turnieju o World Heavyweight Championship, aby wyłonić nowego mistrza na Night of Champions. Podczas triple threat matchu pierwszej rundy, w którym brał udział Rhodes, Brock Lesnar wtrącił się i zaatakował Rhodesa, co kosztowało go szansę na tytuł. Lesnar następnie wyzwał Rhodesa na kolejną walkę na Night of Champions, którą Rhodes zaakceptował.

### SmackDown
Na następnym odcinku SmackDown, pomimo tego, że Roman Reigns chwalił Solo Sikoa za wygranie walki dla The Bloodline na Backlash, wyraził swoje rozczarowanie The Usos (Jey Uso i Jimmy Uso) z powodu ich niezdolności do odzyskania Undisputed WWE Tag Team Championship przed galą. Następnie Paul Heyman ujawnił, że zamiast The Usos, Reigns i Sikoa zmierzą się z Kevinem Owensem i Samim Zaynem o Undisputed WWE Tag Team Championship na Night of Champions.